# Thiên Bình (chiêm tinh)
Thiên Bình (tiếng Anh: Libra, ký hiệu: ♎︎), hay còn gọi là Thiên Xứng, là cung hoàng đạo thứ bảy trong vòng tròn Hoàng Đạo, bắt nguồn từ chòm sao Thiên Bình. Nó nằm ở giữa độ thứ 180 và 210 của kinh độ thiên thể. Biểu tượng của cung này là cái cân. Thiên Bình thuộc nguyên tố Khí (cùng với Song Tử và Bảo Bình) và là một trong 4 cung Thống lĩnh (cùng với Dương Cưu, Ngư Dương và Cự Giải).
Chủ tinh của Thiên Bình là Kim tinh. Đối đỉnh với Dương Cưu trong vòng tròn Hoàng Đạo. Từ khóa: Hài hòa, cộng tác, công lý, cân bằng, nghệ sĩ, nhu thuận, hòa bình.

## Thần thoại
Trong thần thoại, Thiên Xứng liên quan đến thần Công lý Themis. Thần thoại Hy Lạp có nhắc đến Atalanta (nghĩa là cân bằng) và Astraea (con gái thần Themis), họ đã lên thiên đàng và biến thành chòm sao Xử Nữ và đem theo một cán cân công lý, sau trở thành Thiên Bình. Thiên Xứng còn liên quan đến thần tiếp xúc với thần tình yêu và sắc đẹp Aphrodite đôi khi với thần bất hòa Eris, cùng với thần hòa hợp Hermione, thần Hera, Ishtar, Freyja và Frigg, và thần Xolotl.
Biểu tượng của Thiên Xứng là cán cân. Nhiều nhà chiêm tinh hiện đại cho rằng nó là dạng cung dễ mô tả nhất vì nó biểu trưng cho điểm cao nhất của năm, của mùa, khi mà tất cả những công lao trồng trọt trong mùa xuân được đền đáp.

### Thần thoại Hy Lạp
Chòm sao Thiên Bình được coi là thứ cán cân mà với nó, Astraea - nữ thần Công lý - có thể phân định ra thiện và ác. Ngày xưa, ở thời đại Vàng, lúc mà các vị thần dùng vàng để tạo ra giống người đầu tiên (trong thần thoại Hy Lạp, loài người trải qua 5 thế hệ: Vàng, Bạc, Đồng, Bán thần, và Sắt), cán cân của Athena luôn hướng về sự công bằng. Con người và muông thú sống hạnh phúc với mùa xuân vĩnh hằng cứ dài suốt hàng năm. Khi thời đại Vàng qua đi, thời đại Bạc được thay thế, là lúc mà con người rất xấu xa và bản ác, kẻ mạnh ăn hiếp kẻ yếu. Các vị thần mệt nhọc rút lui về thiên đàng khi sức chịu đựng con người của họ đã khô kiệt. Chỉ mình Astraea còn ở lại với loài người để tiếp tục thực hiện sự công bằng. Rồi thời đại Đồng lại đến, con người trở nên hung bạo bội phần với những chiến tranh, chém giết. Cán cân của Astraea cứ tiếp tục nghiêng về cái ác, làm cho vị nữ thần này không thể chịu đựng được nữa, cuối cùng cũng rút lui khỏi thế gian về với thế giới Slanper.